# لاری مهنا
لاری مهنا (انگلیسی: Larry Mehanna؛ زاده ۲۸ اکتبر ۱۹۸۳) یک بازیکن فوتبال است.
وی همچنین در تیم ملی فوتبال لبنان بازی کرده است.